# 金森南耕
金森 南耕（かなもり なんこう、明治13年〈1880年〉2月25日 - 昭和10年〈1935年〉10月28日）とは、明治時代の日本画家。

## 来歴
金森南塘及び尾形月耕の門人。通称乙治。南耕、乾斎と号した。東京四谷に生まれる。はじめ祖父の南塘に絵を学び、南塘の養子になっている。そののち明治20年（1887年）から明治36年（1903年）のころ、桶町時代の月耕の門下に入り、山村耕花とともに月耕の高弟として活躍した。人物画、山水画に秀で、日月会の幹事を務めた。明治40年（1907年）の文展開設の際には旧派の集まりである正派同志会の結成に評議員として参加している。また第5回内国勧業博覧会をはじめとする各展覧会において作品を発表し受賞した。享年55。

## 作品
| 作品名     | 技法     | 形状・員数 | 寸法（縦x横cm） | 所有者             | 年代                   | 出品展覧会                                                 | 落款・印章 | 備考 |
| ---------- | -------- | ---------- | --------------- | ------------------ | ---------------------- | ---------------------------------------------------------- | ---------- | ---- |
| 四民快楽   |          |            |                 |                    | 明治30年（1897年）秋季 | 日本絵画協会・第3回絵画共進会                              |            |      |
| 野菜       |          |            |                 |                    | 明治32年（1899年）秋季 | 第7回日本絵画協会・第2回日本美術院連合絵画共進会           |            |      |
| 観桜至楽   |          |            |                 |                    | 明治33年（1900年）春季 | 第8回日本絵画協会・第3回日本美術院連合絵画共進会 三等褒状  |            |      |
| 頼政射怪異 |          |            |                 |                    | 明治33年（1900年）秋季 | 第9回日本絵画協会・第4回日本美術院連合絵画共進会 三等褒状  |            |      |
| 元禄風     |          |            |                 |                    | 明治34年（1901年）春季 | 第10回日本絵画協会・第5回日本美術院連合絵画共進会 二等褒状 |            |      |
| 虫の音     |          |            |                 |                    | 明治34年（1901年）秋季 | 第11回日本絵画協会・第6回日本美術院連合絵画共進会 二等褒状 |            |      |
| 浅草山水   | 絹本着色 |            |                 | 悳俊彦コレクション |                        |                                                            |            |      |
| 大津       | 絹本着色 | 二曲一隻   | 143.83x164.78   | ミネアポリス美術館 | 20世紀初期             |                                                            |            |      |